# Flaga Australijskiego Terytorium Stołecznego
Flaga Australijskiego Terytorium Stołecznego – przedstawia Krzyż Południa – identyczny jak na fladze państwowej. Przypomina, że jest to siedziba władz federalnych. W części swobodnej, umieszczono uproszczoną wersję herbu Canberry.
Flaga została wprowadzona uchwałą z 25 marca 1993 roku.

## Propozycja zmiany

Proponowany wzór flagi

Od czasu przyjęcia flagi terytorium pojawiają się propozycje wprowadzenia do niej zmian. Projektant obowiązującej flagi, Ivo Ostyn, zgłosił dwie propozycje, w których skomplikowany wizualnie herb Canberry został zastąpiony wizerunkiem kwiatu Wahlenbergia gloriosa. Obecność herbu była wymagana w konkursie na wzór flagi i, zdaniem projektanta, obniżyła jakość stworzonej flagi.